# Троицкие Озёрки
Троицкие Озёрки — село в сельском поселении Заруденское Коломенского района Московской области. Население — 147 чел. (2010). Село расположено на границе Коломенского района с Луховицким на левом берегу реки Оки.

## Население
| 2002 | 2006 | 2010 |
| ---- | ---- | ---- |
| 159  | ↘136 | ↗147 |

## Люди, связанные с селом
- Сергий (Бажанов) (3 февраля 1883, Сандыри, Коломенский уезд — 31 октября 1937, Бутово) — Священномученик, был рукоположён в сан священника к Троицкой церкви села Троицкие Озёрки Коломенского уезда.
- Гамова, Елена Николаевна (род. 1981) — российская регбистка[4] и регбийный тренер[5].

## Транспорт
Село расположено в одном километре от Коломенской окружной дороги. С селом организовано автобусное сообщение автоколонной № 1417.
В селе размещена взлётно-посадочная полоса сельскохозяйственной авиации.

## Улицы
- Зелёная
- Лесная
- Центральная